# Theodorské knížectví
Theodorské knížectví (řecky Πριγκιπάτο της Θεοδωρούς), zvané také jako theodorsko-mangupské, známé též jako Gothia (řecky Γοτθία), byl stát Krymských Gótů v době 14. až 15. století rozkládající se kolem pevnosti Doros (dnes město Mangup). Knížectví Theodoro vzniklo osamostatněním se na Trapezuntském císařství, nástupnickém státu Byzance. Jako samostatný stát vytrvalo jen do roku 1475, kdy bylo nakonec dobyto a začleněno do Osmanské říše.

## Historie

### Krymští Gótové
Krymští Gótové byli potomky Ostrogotů (Greutungů), kteří kdysi vytvořili na sever od Černého moře mocné království. Gótského osídlení se nejdéle udrželo na Krymském poloostrově. Tento region se rozvíjel dlouhá staletí poté, kdy patřil k nejrůznějších velkým celkům: k Byzanci, říši Chazarů (v 8. století se biskup Jan Gótský neúspěšně pokusil vymanit z područí chazarské nadvlády), svazu Kypčaků, poté obrovské říši Mongolů, posléze ke koloniím Janovanů až po výše zmíněný Trapezunt.

### Theodorské knížectví

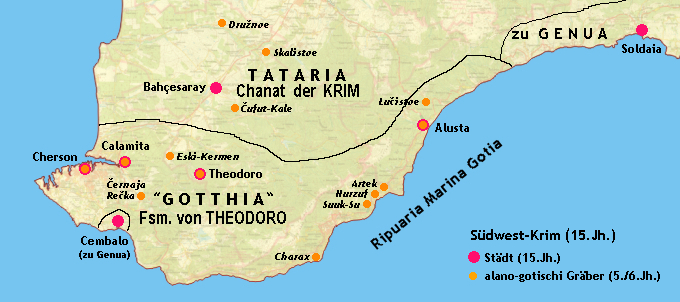
Theodorské knížectví na Krymu neboli Gothia

Část Krymu obývaná Krymskými Góty se osamostatnila na Trapezuntském císařství začátkem 14. století. V okolí pevnosti Doros vzniklo město Theodoro (dnes Mangup) s knížectvím (známém v řečtině jako Gothia), které jako samostatný stát dokázalo vytrvat jen do roku 1475, kdy bylo dobyto Osmanskými Turky a stalo se součástí jejich říše.

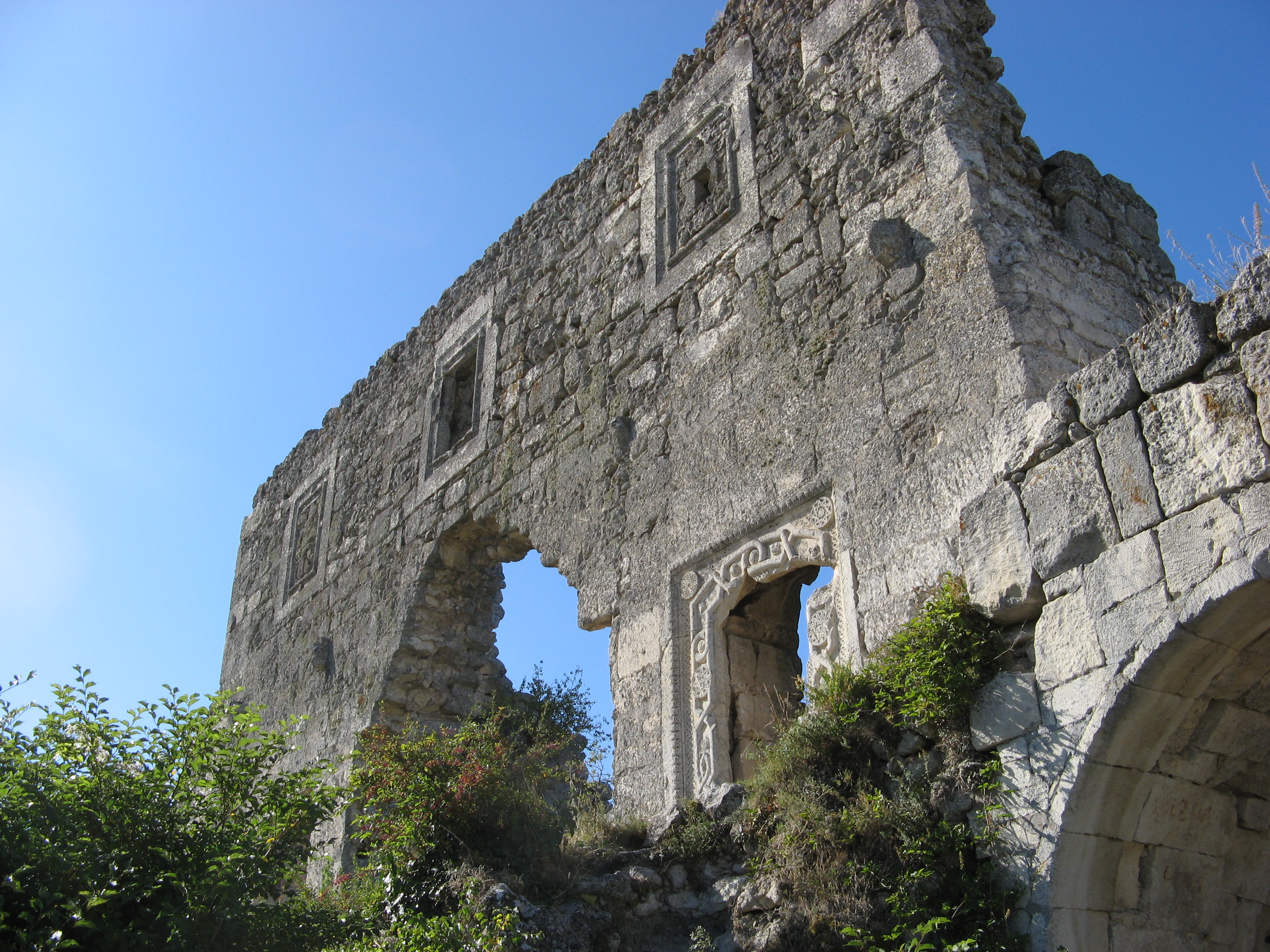
Ruiny pevnosti Doros

Mnoho ze zdejších Gótů umělo řecky a mnoho negótských obyvatel Byzance se v krymském regionu Gothia usadilo z příkazu vlády v Konstantinopoli. Nicméně krymská gótština je patrná z textů vytvořených v 15. století a gótské komunity zde přežívaly ještě v pozdním 18. století, než byly deportovány Kateřinou II. Velikou, poté co v roce 1783 anektovala Krym. Krymská gótština tak definitivně zmizela na samém konci 18. století.